# McCormick Place
McCormick Place — выставочный и конференц-центр в Чикаго, штат Иллинойс, США.
Физический и юридический адрес: 2301 S. Lake Shore Drive, Chicago, USA
На данный момент является самым большим центром подобного рода на территории Соединённых Штатов.

## История
В 1927 году Роберт Маккормик и принадлежащая ему газета Chicago Tribune активно поддержали строительство универсального выставочного центра на берегу озера Мичиган. В 1958 году был запущен проект стоимостью 35 миллионов долларов. Комплекс был открыт в ноябре 1960 года и назван в честь Маккормика, который умер в 1955. Архитектором комплекса был опытный инженер Альфред Шоу.
В 1967 году здание центра было практически полностью уничтожено пожаром.
3 января 1971 года на месте прежнего здания было выстроено Восточное здание, которое позже получило название East Building, а сейчас именуется Lakeside Center. Его выставочная площадь составляет 28 000 м².
Северное здание (North Building), расположенное на другой стороне шоссе Lake Shore Drive, было построено в 1986 году. Оно соединено с «Восточным зданием» пешеходным мостом.
Южное здание (South Building) было закончено в 1997, его площадь составила 93 000 м², что увеличило площадь центра более чем вдвое, сделав его самым большим в США.
2 августа 2007 года руководство McCormick Place открыло Западное здание стоимостью 882 миллиона долларов с выставочной площадью более 44 000 м². Таким образом, общая выставочная площадь комплекса составила 248 000 м².

## Мероприятия
- Mid-America Horticultural Trade Show (ежегодная садоводческая выставка-ярмарка)
- Chicago Autoshow (ежегодное автошоу)
- Chicago Dental Society’s Midwinter Meeting (ежегодная конференция стоматологов)
- International Cluster of Dogs (ежегодная выставка собак)
- International Home + Housewares Show (выставка-продажа жилья и сопутствующих продуктов)
- C2E2-Chicago Comic and Entertainment Expo (выставка товаров индустрии развлечений)
- National Restaurant Association, Restaurant, Hotel-Motel Show (выставка ресторанно-гостиничной продукции)
- Sweets & Snack Expo (выставка кондитерских изделий, сопутствующей продукции и оборудования)
- American Water Works Association (гидротехника, очистка воды и т. п.)
- Morningstar Investment Conference (ежегодная конференция по вопросам инвестиций)
- Fire-Rescue International (пожарная безопасность)
- HR Technology Conference & Exposition (выставка и конференция по вопросам управления персоналом)
- Graph Expo (печать, типографское оборудование и т. п.)
- RSNA (рентгенологическое оборудование)
- Annual International Band & Orchestra Conference (конференция по вопросам музыкальных объединений)

## Галерея
- Вид на западное здание.
- Пешеходный мост между северным и восточным зданиями.
- Отель Hyatt (главный вход) в составе комплекса